# جک بینتون
جک بینتون (انگلیسی: Jack Baynton; ۲۰ مارس ۱۸۵۹ – ۱۷ مهٔ ۱۹۳۹) بازیکن فوتبال اهل بریتانیا بود.
از باشگاه‌هایی که در آن بازی کرده‌است می‌توان به باشگاه فوتبال ولورهمپتون واندررز اشاره کرد.